# KkStB 176 sorozat
A kkStB 176 sorozat egy tehervonati szerkocsisgőzmozdony-sorozat volt a cs. kir. osztrák Államvasutaknál (kk Staatsbahnen, kkStB), amely mozdonyok eredetileg a Böhmische Westbahn-tól származtak (BWB).

## Története
A BWB rendelt öt db négycsatlós mozdonyt - 1881-ben 3 db és 1882-ben 2 db – a Bécsújhelyi Mozdonygyártól. Bécsújhelyen a mozdonyok jellemzően külső kerettel és belső vezérléssel készültek. A mozdonyok a HERKULES, NEPTUN, VULCAN, JUPITER és SATURN neveket kapták.
A BWB 1894-es államosítása után a kkStB a mozdonyokat előbb a 76.15-76, majd 1905-től a 176.15-19 pályaszámok alá osztotta be.
Az első világháborút követően az öt mozdony a Csehszlovák Államvasutakhoz került  ČSD 403.1 sorozatként és már az 1920-as évek elejétől 1949-ig selejtezték őket.

## Fordítás
- Ez a szócikk részben vagy egészben  a   kkStB 176 című német Wikipédia-szócikk fordításán alapul.  Az eredeti cikk szerkesztőit annak laptörténete sorolja fel. Ez a jelzés csupán a megfogalmazás eredetét és a szerzői jogokat jelzi, nem szolgál a cikkben szereplő információk forrásmegjelöléseként. Az eredeti szócikk forrásai szintén ott találhatóak.